# Montlaur (Aveyron)
Montlaur (okzitanisch gleichlautend) ist ein Ort und eine südfranzösische Gemeinde mit 660 Einwohnern (Stand: 1. Januar 2022) im Département Aveyron in der Region Okzitanien (zuvor Midi-Pyrénées). Montlaur gehört zum Arrondissement Millau und zum Kanton Causses-Rougiers. Die Einwohner werden Montlaurais genannt.

## Lage
Montlaur liegt etwa 44 Kilometer ostsüdöstlich von Albi im Südwesten der historischen Provinz Rouergue am Dourdou de Camarès. Umgeben wird Montlaur von den Nachbargemeinden Vabres-l’Abbaye im Norden, Gissac im Nordosten und Osten, Camarès im Osten und Südosten, Mounes-Prohencoux im Süden, Belmont-sur-Rance im Südwesten sowie Rebourguil im Westen.

## Bevölkerungsentwicklung
| Jahr                       | 1962 | 1968 | 1975 | 1982 | 1990 | 1999 | 2006 | 2019 |
| Einwohner                  | 761  | 657  | 608  | 557  | 556  | 581  | 667  | 619  |
| Quellen: Cassini und INSEE |      |      |      |      |      |      |      |      |

## Sehenswürdigkeiten

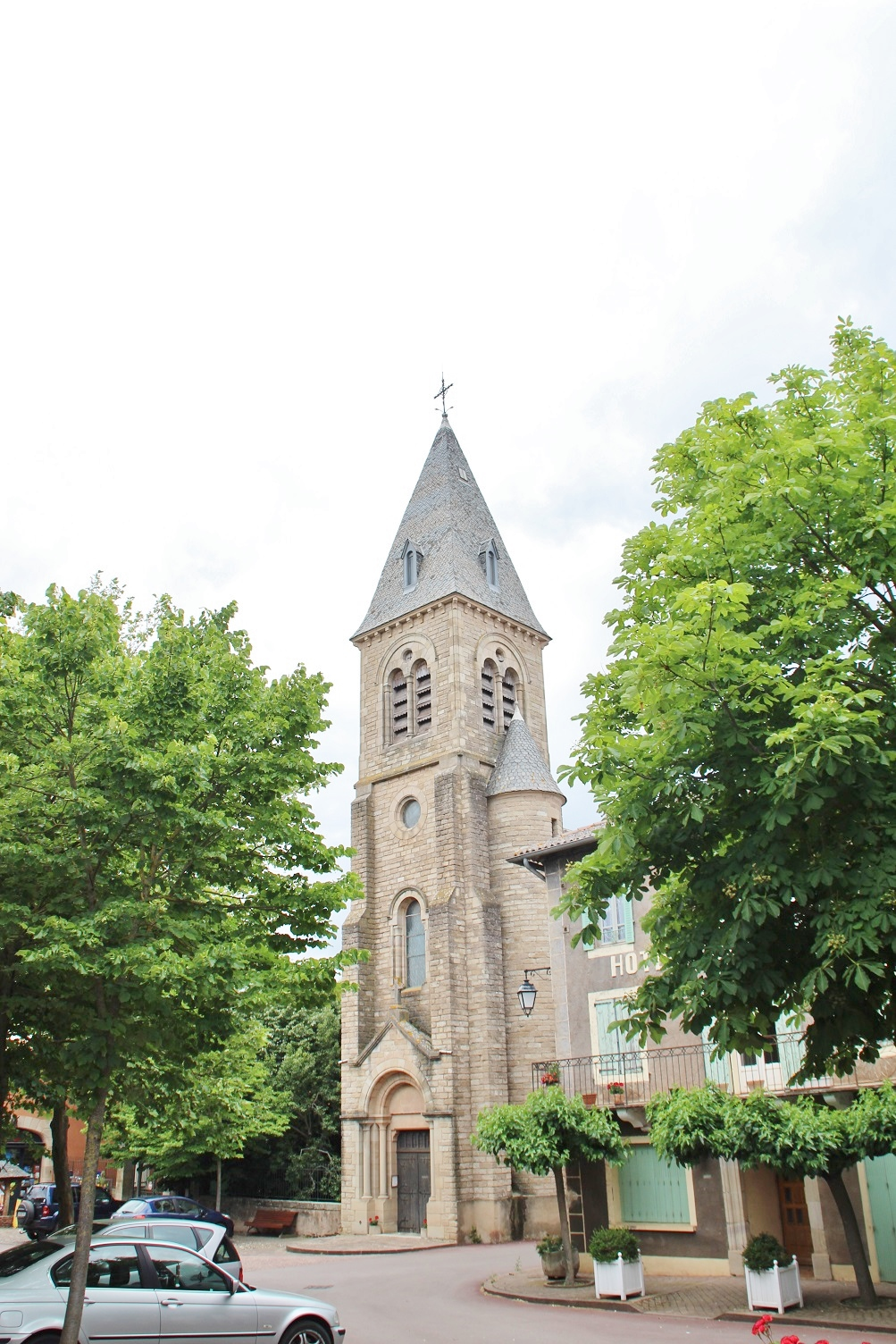
Kirche Saint-Martin
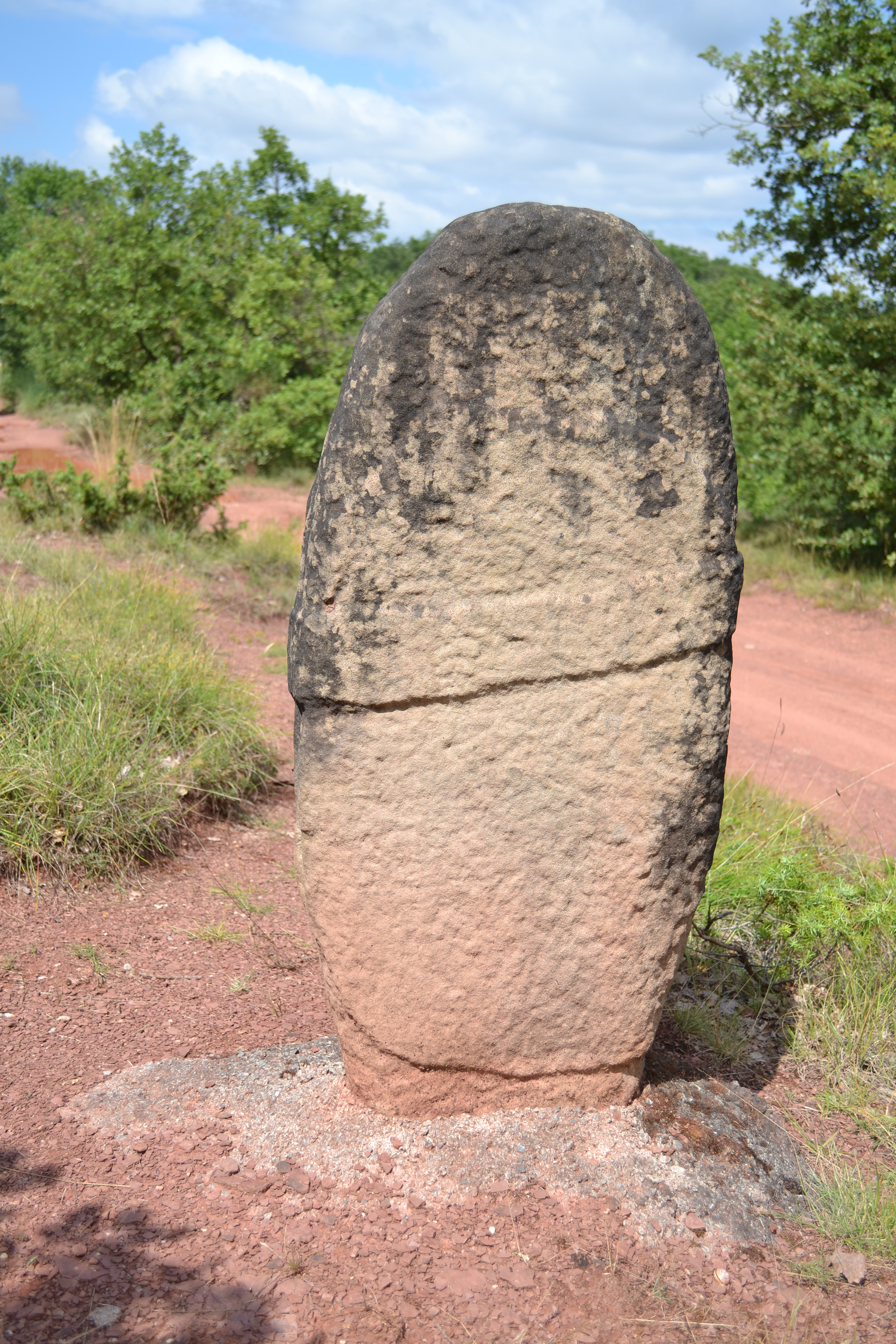
Statuenmenhire von Saumecourte
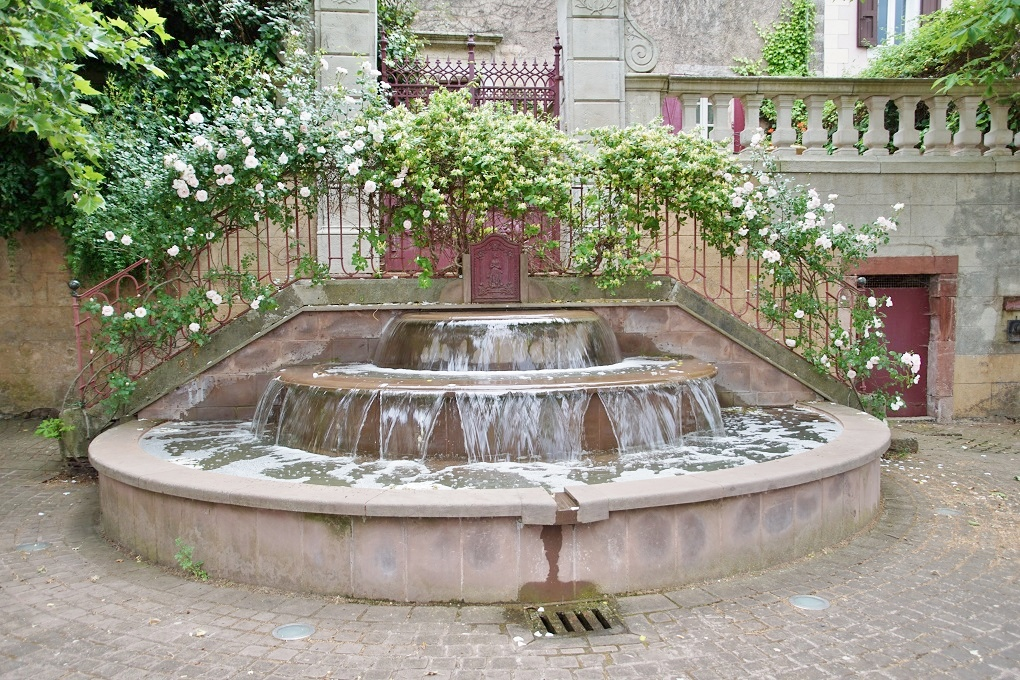
Brunnen
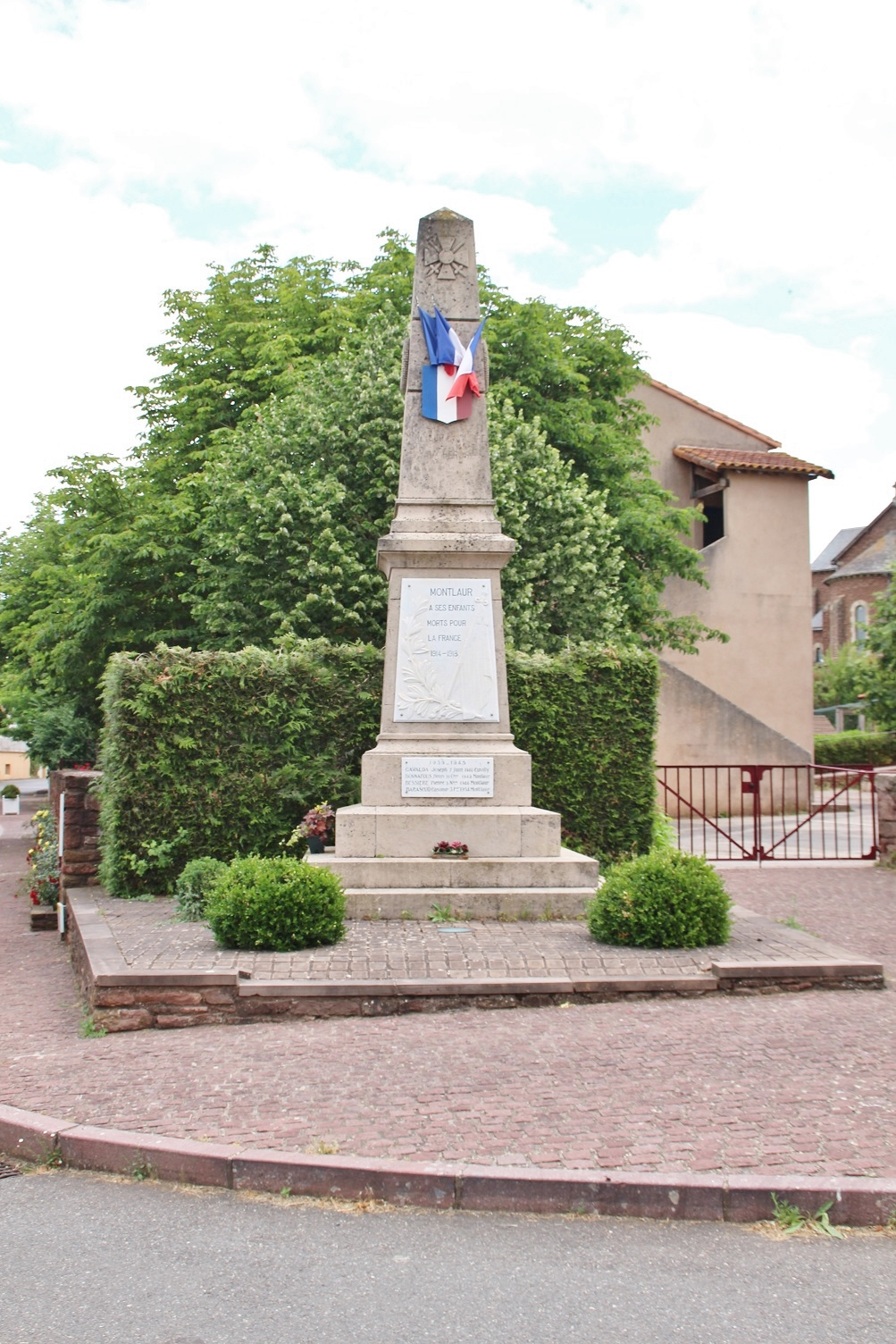
Gefallenendenkmal

- Kirche Saint-Martin
- Statuenmenhir von Saumecourte
- Brunnen
- Gefallenendenkmal